# 샤를 쿠쟁몽토방
팔리카오 백작 샤를 기욤 마리 아폴린 앙투안 쿠쟁몽토방(Charles Guillaume Marie Apoline Antoine Cousin-Montauban, comte de Palikao)은 1796년 6월 24일 파리에서 태어나 1878년 1월 8일 사망한 프랑스의 장군이자 정치인이다.

## 생애

### 청년기
샤를 기욤 마리 아폴린 앙투안은 장 앙투안 쿠쟁과 아델라이드 들로네의 아들이자, 들로네 장군(1736-1825)의 외손자이다.
알제리에서 기병대 장교로 복무했으며 1847년 압델 카디르(Abdel Kadir) 대령을 포로로 잡았다. 1855년 1월부터 1857년 11월까지 알제리 서부에 위치한 오랑에서 사령부 지휘관을 맡았고 1860년 베이징 근교 퉁저우 바리차오에서 청나라 군대를 패퇴시켰다. 1862년 나폴레옹 3세 황제로부터 팔리카오 백작(Comte de Palikao)이라는 작위를 수여했다.